# Módulo de Logística Multifuncional

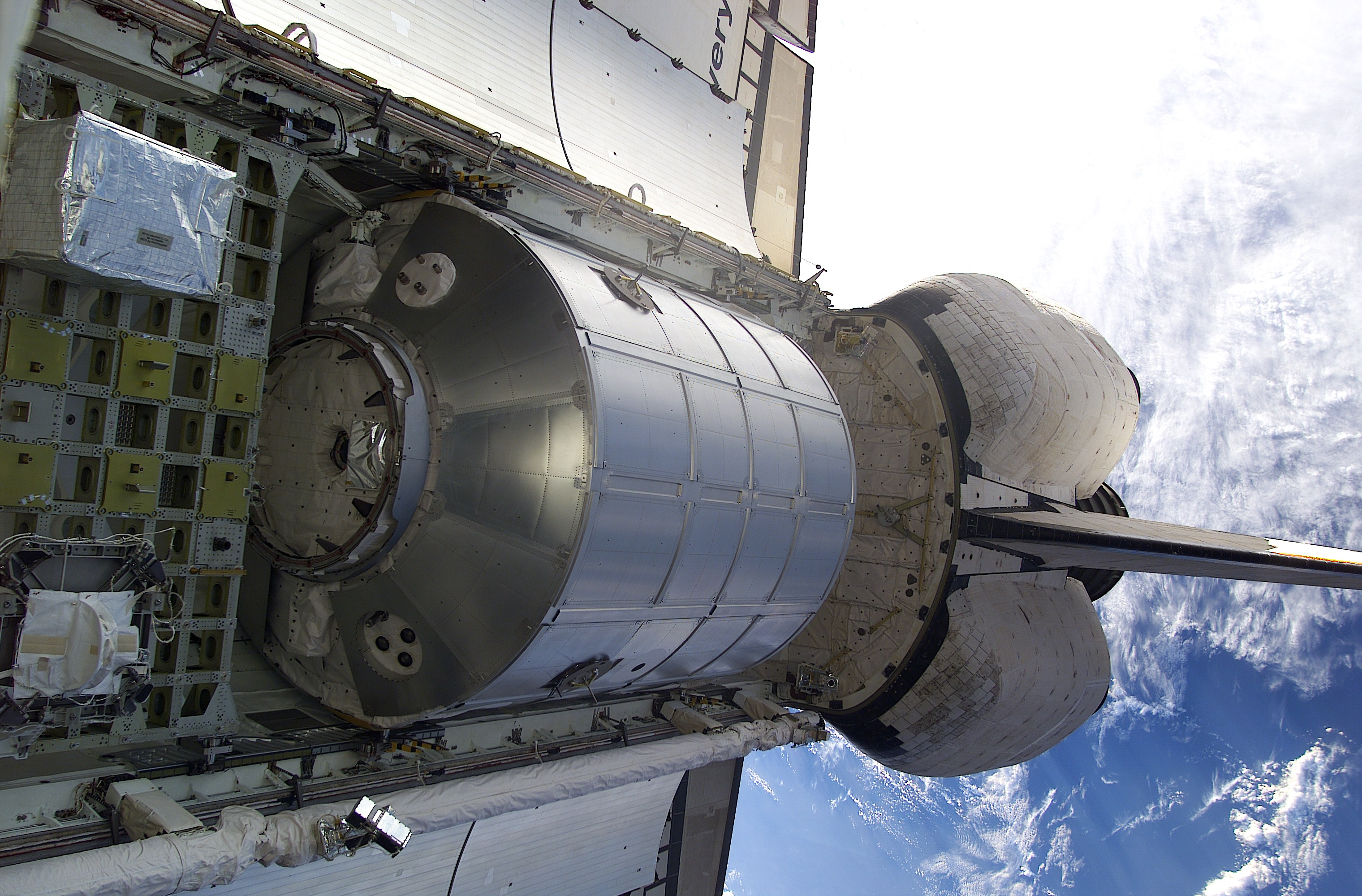
10 de Março de 2001 - O Módulo de Logística Multifuncional Leonardo dentro do compartimento de carga do Vaivém Espacial (ônibus espacial) Discovery, foto tirada por um membro da tripulação da ISS durante a missão STS-102.

O Módulo de Logística Multifuncional (MPLM - Multi-Purpose Logistics Module, em inglês) é um grande container pressurizado usado pelo ônibus espacial para o transporte de carga para a Estação Espacial Internacional (ISS). Foi transportado no compartimento de carga do Vaivém Espacial e acoplado no módulo Unity ou no Harmony, possibilitando a transferência de mantimentos, equipamentos e  as experiências concluídas entre as duas naves. Ao final da missão o MPLM era então recolocado no compartimento de carga para regresso à Terra. A princípio o MPLM seria usado durante o tempo de vida da ISS, contudo ele será aposentado junto com a frota dos ônibus espaciais em 2010.
O MPLM é suportado pela NASA sob contracto com a Agência Espacial Italiana (ASI), e é, portanto, considerado um elemento da ISS dos Estados Unidos. Foram projetados três MPLMs: Leonardo, Rafaello e Donatello, sendo que o último em virtude do final dos voos do vaivém em 2010 jamais será lançado ao espaço. Cada MPLM vazio mede 6,4 metros de comprimento, 4,6 metros em diâmetro, pesa 4,5 toneladas e comporta até 10 toneladas de carga para a ISS.
O MPLM tem sido, de certa forma, parte da concepção da Estação Espacial Internacional uma vez que o design é o mesmo do projectado para a Estação Espacial Freedom. Inicialmente este para ser construído pela Boeing, mas em 1992 os italianos anunciaram que seriam capazes de construir um "mini-módulo de logística pressurizado" (Mini Pressurized Logistics Module), capaz de transportar 4500 kg de carga. Após um redesenho em 1993, o comprimento duplicou e foi renomeado de Multi-Purpose Logistics Module.
Os MPLMs foram batizados em homenagem a três artistas italianos, Leonardo da Vinci, Rafael Sanzio e Donatello. Como tais nomes também são de três das Tartarugas Ninja, a NASA fez uma parceria com os criadores da personagem na Mirage Studios para criar um emblema da missão com uma tartaruga ninja astronauta.

## Especificações
- Comprimento - 6,4 m
- Largura - 4,57 m
- Peso bruto - 4,082 kg
- Tara - 13,154 kg